# Dinamo Bishkek
El FC Dinamo MVD Bishkek es un club de fútbol de Kirguistán que milita en la Liga de fútbol de Kirguistán, la liga de fútbol más importante del país.

## Historia
Fue fundado en 1930 en la capital Biskek con el nombre FC Dinamo Frunze por el nombre de la capital en ese entonces Frunze en los tiempos de la Unión Soviética, el cual ha cambiado de nombre en varias ocasiones desde la independencia, las cuales han sido:
- 1930-92: FC Dinamo Frunze.
- 1992-96: FC Dinamo Bishkek.
- 1996-97: FC Dinamo-Oil Bishkek.
- 1997-98: FC Dinamo Bishkek.
- 1998-2001: FC CAG-Dinamo-MVD Bishkek.
- 2001-02: FC Erkin Farm Bishkek.
- 2002-03: FC Dinamo-Erkin Farm Bishkek.
- 2003: FC Dinamo-Polyot Bishkek.
- 2003: Desapareció
- 2012: Regresó como FC Dinamo MVD Bishkek.

Ha sido campeón de Liga en siete ocasiones, cuatro de ellas en los tiempos en que Kirguistán pertenecía  a la Unión Soviética y cuatro títulos de copa en cinco finales, todos ganados durante la etapa Soviética.
A nivel internacional ha participado en un torneo continental, en la Copa de Clubes de Asia del año 2000, donde fue eliminado en la Primera Ronda por el Varzob Dushanbe de Tayikistán.

## Palmarés
- Liga de fútbol de Kirguistán:
  - Campeón (7): 1935, 1938 (apertura), 1938 (clausura), 1952, 1997, 1998, 1999

- Copa de Kirguistán:
  - Campeón (4): 1939, 1945, 1951, 1952

## Participación en competiciones de la AFC
- Copa de Clubes de Asia: una aparición

2000 - Primera ronda